# Matías Fernández
Pour les articles homonymes, voir Fernández.
Matías Ariel Fernández Fernández, également connu comme Matías, né le 15 mai 1986 à Buenos Aires, est un footballeur chilien qui joue au poste de milieu offensif. Il débute à Colo-Colo avant de passer par le club de Villarreal CF puis au Portugal au Sporting CP puis à AC Fiorentina en Italie. En 2016, il est prêté à l'AC Milan jusqu'en juin 2017. 
Matías Fernández, surnommé Matigol, est international avec l'équipe du Chili depuis 2005.

## Carrière

### Les débuts au Chili (2004-2006)
Il débute dans les équipes de jeunes de Colo-Colo à douze ans, grimpant les échelons pour faire ses débuts dans l'équipe première le 1er août 2004 contre l'Universidad de Chile dans le championnat du Chili. Lors du match suivant, il inscrit ses premier et deuxième buts contre CD Cobresal. Cette même saison, son surnom Matigol apparaît et il devient petit à petit la coqueluche des supporters grâce à ses buts spectaculaires, pour couronner la saison il fut nommé meilleur espoir du championnat. En 2006, il permit à son club de remporter le championnat Apertura (le 24e du club) et atteint la finale de la Copa Sudamericana inscrivant 9 buts en 6 matchs.

### Villareal (2006-2009)
Le 18 octobre 2006, Matías signe au Villarreal CF jusqu'en 2012 pour un transfert d'un montant de 8,7 millions d'euros pour remplacer Robert Pirès (blessé pour la saison entière). En décembre 2006, le public de Villarreal lui réserve un accueil digne des plus grands : 3 500 personnes remplissent le stade du club entraîné par le chilien Manuel Pellegrini lors de la présentation du joueur.

### Sporting CP (2009-2012)
Le 27 juin 2009, il signe avec le premier club portugais, le Sporting CP contre une somme de 5M d'euros. Il devient très vite l'un des joueurs les plus importants du club et du championnat.

### Fiorentina (2012-2016)
Le 27 juillet 2012, la Fiorentina officialise l'arrivée du Chilien qui rejoint son compatriote David Pizarro.

### En sélection
Matías Fernández est appelé en sélection de jeunes du Chili et participe à la Coupe du monde de football des moins de 20 ans 2005 où sa sélection est éliminée rapidement.
Plus tard il dispute son premier match chez les A lors du dernier match de la phase qualificative pour la Coupe du monde 2006 à laquelle le Chili ne prend pas part.
Il fait partie des 23 joueurs chiliens sélectionnés pour participer à la Coupe du monde 2010.

## Palmarès

### En club
- Colo-Colo
  - Championnat du Chili
    - Champion : 2006 (Ouverture) et 2006 (Clôture).

  - Copa Sudamericana
    - Finaliste : 2006.

- Villarreal CF
  - Championnat d'Espagne
    - Vice-champion : 2008.

- Sporting CP
  - Coupe du Portugal
    - Finaliste : 2012.

### En sélection
Chili
- Copa América
  - Vainqueur (1) : 2015

### Distinctions personnelles
- Meilleur joueur sud-américain de l'année en 2006
- Footballeur chilien de l'année en 2006